# Belle Plaine (Iowa)
Belle Plaine je město ve státě Iowa, v USA. Podle sčítání lidu v roce 2000 mělo město 2878 obyvatel. Je částí města Cedar Rapids.

## Geografie
Podle statistického úřadu United States Census Bureau, má město celkovou rozlohu 8,4 km², z čehož jsou 0,31 % vodní plochy.